# Лийдс Лейдис
ФК Лийдс Лейдис (Leeds Ladies Football Club) е женски футболен клуб в Лийдс, Западен Йоркшър, Англия.
Състезава се в Premier League Northern Division One на ФА от сезон 2009-2010. Не трябва да се бърка с другия женски отбор от Лийдс – Лийдс Сити Виксънс, състезаващ се в Premier League Northern Division.

## Стадион
Използват стадион Уитли Парк на мъжкия Гартфорт Таун в Гартфорт.

## Успехи
- Финалист в FA Women's Premier League National Division (1): 2011-2012
- Шампиони в FA Women's Premier League Nothern Division (1)

2000-2001
- Финалист в Купата на Англия (2)

2005-2006, 2007-2008
- Финалист в Купата на Лигата (3)

2006-2007, 2011-2012, 2012-2013

## Български футболистки
- Симона Петкова 2016-2017
- Мартина Петрова 2016-